# Gabriela Best
Gabriela Best (ur. 1 grudnia 1984 r. w Santa Fe) – argentyńska wioślarka, reprezentantka Argentyny w wioślarskiej jedynce podczas Letnich Igrzysk Olimpijskich w Pekinie.

## Osiągnięcia
- Mistrzostwa Świata Juniorów – Zagrzeb 2000 – jedynka – 10. miejsce[1].
- Mistrzostwa Świata Juniorów – Duisburg 2001 – jedynka – 14. miejsce[1].
- Mistrzostwa Świata U-23 – Amsterdam 2005 – jedynka – 10. miejsce[1].
- Mistrzostwa Świata U-23 – Hazewinkel 2006 – jedynka – 7. miejsce[1].
- Mistrzostwa Świata – Monachium 2007 – jedynka – 26. miejsce[1].
- Igrzyska Olimpijskie – Pekin 2008 – jedynka – 16. miejsce[1].
- Puchar Świata 2008:
  - I etap: Monachium – jedynka – 18. miejsce[1].
  - II etap: Lucerna – jedynka – 18. miejsce[1].
- Mistrzostwa Świata – Poznań 2009 – dwójka bez sternika – 9. miejsce[1].